# 舒川城北里五層石塔

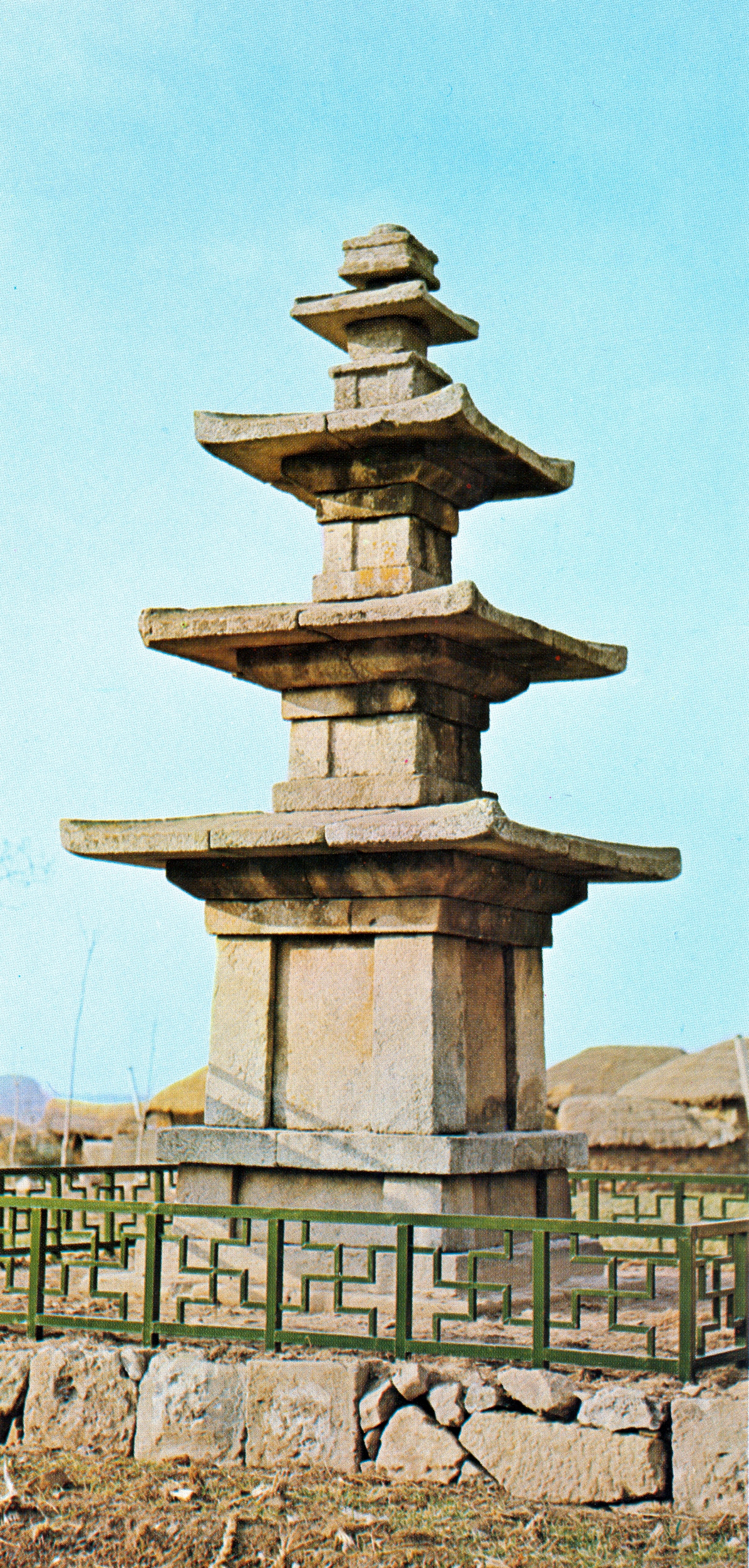
舒川 城北里 五層石塔

舒川城北里五層石塔（韓語：서천 성북리 오층석탑）， 忠清南道舒川郡庇仁面城北里，為高麗時代的五層石塔。1963年 1月 21日 被設定為大韓民國寶物第224號。
這個石塔據推斷為高麗初期所建造的五層石塔，據說是模仿百濟時代眾多五層石塔中，模仿得最像扶餘定林寺五層石塔 （부여 정림사지 오층석탑）的一座石塔。
塔的基壇部第一層是被放在四塊板石上，其四個邊角是由四個方形的石柱所構成的，而在這段期間裏，石柱曾經被修整過。塔身部份的第一層，是由四個巨大有陵角的正方型的石柱所組合，而中間還夾著一面石牆。
與第一層塔身相比，第二層和第三層的高度與寬度就明顯得差很多。目前屋蓋石共有四個，基壇狹小，而第二層以上的石柱也太過於窄小，與每一層的那麼大的屋蓋石對比，整體的穏定性顯得很不足。